# Televisión digital terrestre en Francia
La televisión digital terrestre en Francia se puso en marcha el 31 de marzo de 2005 en la Francia metropolitana y el 30 de noviembre de 2010 en Francia de ultramar. Se emite en las normas de difusión DVB-T y de compresión MPEG-4 AVC (H.264), al igual que en el resto de Europa. Cuenta con 28 canales nacionales -incluyendo 5 de pago- y 42 canales locales en Francia metropolitana, y sólo 6 canales nacionales y una veintena de canales locales en Francia de ultramar. Todos los canales metropolitanos se emiten en alta definición y los canales locales se transmiten en sus respectivas regiones. Pueden ser recibidos por más del 95% de la población francesa con casi 2200 centros emisores repartidos por todo el territorio.
Bajo consideración desde los años 1990, la TDT se puso en marcha el 31 de marzo de 2005 en Francia bajo los estándares DVB-T MPEG-2. Esta permite cinco veces más canales que la televisión analógica. Los canales locales están surgiendo desde el 13 de septiembre de 2007 y la TDT de alta definición se lanza el 30 de octubre de 2008, bajo el estándar DVB-T MPEG-4 AVC (H.264). Toda la TDT pasa a esta norma el 5 de abril de 2016 para generalizar la alta definición y liberar las frecuencias a los operadores de telecomunicaciones. En la Francia de ultramar, la TDT se puso en marcha 30 de noviembre de 2010 directamente bajo el estándar DVB-T MPEG-4 AVC (H.264) y todavía no emite en alta definición.
El apagón analógico se produjo región a región estableciendo una fecha para el apagón en cada región, todas ellas antes de la fecha tope fijada por Ley para toda la Francia Metropolitana el 30 de noviembre de 2011.
En los últimos años, el Consejo Superior del Audiovisual, CSA, la autoridad francesa del sector de la comunicación audiovisual, ha impulsado una hoja de ruta para la modernización de la TDT, que tendría como meta temporal los Juegos Olímpicos del 2024. Esta modernización traerá consigo una oferta de canales en UHD, gracias al cambio de estándares de emisión (DVB-T2) y de compresión de las señales (HEVC).

## TNT 4K
El 27 de octubre de 2023 la Arcom, la autoridad reguladora de la comunicación audiovisual y digital en Francia, acordó autorizar a los canales France 2 UHD y France 3 UHD a emitir su señal en ultra alta definición, a lanzar TDT UHD- 4K en Francia y en los territorios de ultramar afectados.

A petición del gobierno, realizada la primavera pasada, Arcom autorizó a France 2 UHD y France 3 UHD el 25 de octubre de 2023 a transmitir su señal en calidad Ultra HD para el período del 10 de julio al 10 de septiembre de 2024. Cualquiera de las fechas está en línea con los acontecimientos de los Juegos Olímpicos de París 2024 y los Juegos Paralímpicos de 2024. Esta autorización concierne a una gran parte de la población metropolitana, alrededor del 70%, y a nueve comunidades de ultramar.
Finalmente, el comunicado de prensa de Arcom precisa que la puesta en servicio de los primeros transmisores UHD y, por tanto, la emisión de France 2 UHD, debería realizarse en las próximas semanas. Además, varios editores privados han manifestado su interés en Arcom por emitir su servicio en calidad UHD. Por lo tanto, France 2 UHD no debería seguir siendo el único canal TDT 4K durante demasiado tiempo.
Ya que el regulador francés, ya trabaja en una migración de la TNT (TDT), a Ultra Alta Definición UHD-4K, bajo el estándar DVB-T2 y codificación HEVC H.265, en el próximo año 2029.

## Lista de canales de la TDT

### Francia metropolitana
En la Francia metropolitana, la televisión digital terrestre (TDT) cuenta con 26 canales nacionales: 7 canales públicos, 18 canales privados gratuitos y 1 canal privado de pago (con franjas en abierto), además de 41 canales locales.
Las cadenas nacionales están disponibles desde el lanzamiento de la TDT el 31 de marzo de 2005, mientras que los primeros canales locales y regionales se presentaron el 13 de septiembre de 2007, dos años y medio más tarde.

#### Lista de canales nacionales
| No | Canal              | Logo | Tipo                | Propietario               | Acceso                       | Inicio de emisión       | Multiplex | Formato     |
| -- | ------------------ | ---- | ------------------- | ------------------------- | ---------------------------- | ----------------------- | --------- | ----------- |
| 1  | TF1                |      | Generalista privada | Groupe TF1                | Gratuito                     | 31 de marzo de 2005     | R6        | HD (1080i)  |
| 2  | France 2           |      | Generalista pública | France Télévisions        | Gratuito                     | 31 de marzo de 2005     | R1        | HD (1080i)  |
| 3  | France 3           |      | Generalista pública | France Télévisions        | Gratuito                     | 31 de marzo de 2005     | R1        | HD (1080i)  |
| 4  | France 4           |      | Generalista pública | France Télévisions        | Gratuito                     | 31 de marzo de 2005     | R1        | HD (1080i)  |
| 5  | France 5           |      | Generalista pública | France Télévisions        | Gratuito                     | 31 de marzo de 2005     | R4        | HD (1080i)  |
| 6  | M6                 |      | Generalista privada | Groupe M6                 | Gratuito                     | 31 de marzo de 2005     | R4        | HD (1080i)  |
| 7  | Arte               |      | Generalista pública | Arte France               | Gratuito                     | 31 de marzo de 2005     | R4        | HD (1080i)  |
| 8  | LCP                |      | Temática pública    | Asamblea Nacional, Senado | Gratuito                     | 31 de marzo de 2005     | R6        | HD (1080i)  |
| 9  | W9                 |      | Generalista privada | Groupe M6                 | Gratuito                     | 31 de marzo de 2005     | R4        | HD (1080i)  |
| 10 | TMC                |      | Generalista privada | Groupe TF1                | Gratuito                     | 31 de marzo de 2005     | R6        | HD (1080i)  |
| 11 | TFX                |      | Generalista privada | Groupe TF1                | Gratuito                     | 30 de enero de 2018     | R6        | HD (1080i)  |
| 12 | Gulli              |      | Generalista privada | Groupe M6                 | Gratuito                     | 18 de noviembre de 2005 | R2        | HD (1080i)  |
| 13 | BFM TV             |      | Temática privada    | Groupe RMC BFM            | Gratuito                     | 28 de noviembre de 2005 | R2        | HD (1080i)  |
| 14 | CNews              |      | Temática privada    | Groupe Canal+             | Gratuito                     | 27 de febrero de 2017   | R2        | HD (1080i)  |
| 15 | LCI                |      | Temática privada    | Groupe TF1                | Gratuito                     | 5 de abril de 2016      | R6        | HD (1080i)  |
| 16 | France Info        |      | Temática pública    | France Télévisions        | Gratuito                     | 1 de septiembre de 2016 | R1        | HD (1080i)  |
| 17 | CStar              |      | Generalista privada | Groupe Canal+             | Gratuito                     | 5 de septiembre de 2016 | R2        | HD (1080i)  |
| 18 | T18                |      | Generalista privada | Czech Media Invest        | Gratuito                     | 6 de junio de 2025      | R2        | HD (1080i)  |
| 19 | NOVO19             |      | Generalista privada | Groupe SIPA Ouest-France  | Gratuito                     | 1 de septiembre de 2025 | R2        | HD (1080i)  |
| 20 | TF1 Séries Films   |      | Generalista privada | Groupe TF1                | Gratuito                     | 29 de enero de 2018     | R7        | HD (1080i)  |
| 21 | La chaîne L'Équipe |      | Temática privada    | Groupe Amaury             | Gratuito                     | 3 de septiembre de 2016 | R7        | HD (1080i)  |
| 22 | 6ter               |      | Generalista privada | Groupe M6                 | Gratuito                     | 12 de diciembre de 2012 | R4        | HD (1080i)  |
| 23 | RMC Story          |      | Generalista privada | Groupe RMC BFM            | Gratuito                     | 3 de diciembre de 2018  | R7        | HD (1080i)  |
| 24 | RMC Découverte     |      | Temática privada    | Groupe RMC BFM            | Gratuito                     | 12 de diciembre de 2012 | R7        | HD (1080i)  |
| 25 | Chérie 25          |      | Generalista privada | NRJ Group                 | Gratuito                     | 12 de diciembre de 2012 | R7        | HD (1080i)  |
| 26 | Paris Première     |      | Generalista privada | Groupe M6                 | De pago (franjas en abierto) | 17 de noviembre de 2005 | R4        | HD (1080i)  |
| 52 | France 2 UHD       |      | Generalista pública | France Télévisions        | Gratuito                     | 23 de enero de 2024     | R9        | UHD (2160p) |

### Francia de ultramar
En Francia de ultramar, la TDT tiene sólo 6 canales públicos nacionales y 23 canales locales o regionales. Los canales nacionales y los primeros canales locales están disponibles desde la puesta en marcha de la TDT en ultramar el 30 de noviembre de 2010, cinco años y medio después de la puesta en marcha de la TDT en Francia metropolitana. Los canales privados nacionales franceses no son emitidos en estos territorios.
Los canales nacionales que emiten en la Francia de ultramar son France 2, France 3, France 4, France 5 y France Info de France Télévisions, y Arte.
En cada Departamento de ultramar francés opera la red de radiodifusión La Première como canales públicos regionales de televisión y radio. Además de varios canales regionales privados.

## Audiencias
|      | Enero | Febrero | Marzo | Abril | Mayo  | Junio | Julio | Agosto | Septiembre | Octubre | Noviembre | Diciembre | Media Anual |
| ---- | ----- | ------- | ----- | ----- | ----- | ----- | ----- | ------ | ---------- | ------- | --------- | --------- | ----------- |
| 2007 | 3,6%  | 3,8%    | 4,5%  | 5,2%  | 5,4%  | 6,3%  | 6,2%  | 6,5%   | 6,5%       | 6,6%    | 7,5%      | 8,3%      | 5,9%        |
| 2008 | 8,9%  |         |       |       |       |       |       |        | 11,8%      | 12,3%   | 12,7%     | 12,9%     | 11,1%       |
| 2009 | 13,5% |         |       |       |       |       |       |        | 15,2%      |         | 16,5%     | 17,9%     | 15,2%       |
| 2010 | 17,5% | 17,8%   | 18,8% | 19,7% | 20,1% | 19,8% | 20,1% | 20,6%  | 20,1%      | 20,5%   | 20,9%     | 20,8%     | 19,7%       |
| 2011 | 21,2% | 21,7%   | 21,8% | 22,8% | 23,5% | 23,9% | 23,6% | 25,1%* | 23,6%      | 23,6%   | 23,5%     | 23,8%     | 23,1%       |

Audiencias de los canales TDT (sin France 5, Arte, LCP y France Ô):
|      | Direct 8 | W9   | TMC  | NT1  | NRJ 12 | France 4 | BFM TV | i>Télé | Direct Star | Gulli |
| ---- | -------- | ---- | ---- | ---- | ------ | -------- | ------ | ------ | ----------- | ----- |
| 2007 | 0,2%     | 0,9% | 1,2% | 0,6% | 0,4%   | 0,4%     | 0,2%   | 0,3%   | /           | 0,8%  |
| 2008 | 0,7%     | 1,8% | 2,1% | 1,0% | 1,0%   | 0,9%     | 0,4%   | 0,3%   | /           | 1,5%  |
| 2009 | 1,4%     | 2,5% | 2,6% | 1,4% | 1,5%   | 1,1%     | 0,7%   | 0,5%   | /           | 1,8%  |
| 2010 | 2,0%     | 3,0% | 3,3% | 1,6% | 1,9%   | 1,6%     | 0,9%   | 0,7%   | 0,9%        | 2,2%  |
| 2011 | 2,3%     | 3,4% | 3,5% | 1,9% | 2,3%   | 2,0%     | 1,4%   | 0,8%   | 1,2%        | 2,1%  |